# Henry Bulawko
Pour les articles homonymes, voir Bulawko.
Henry Bulawko, né le 25 novembre 1918 à Lida, alors en Lituanie, désormais en Biélorussie, et mort le 27 novembre 2011 à Paris 12e, est un journaliste, historien, traducteur et écrivain juif français, déporté à Auschwitz, qui présidait l'Union des déportés d'Auschwitz.

## Biographie

### Enfance à Lida
Henry, Bulawko est né le 25 novembre 1918 à Lida (en lituanien Lyda), une ville à l'époque en Lituanie, aujourd'hui dans la voblast de Hrodna en Biélorussie. Elle est située à 98 km au sud de Vilnius.
Son père, Shlomo Zalman Bulawko (Boulavko,) (Lituanie, ? - Paris, 1936), est propriétaire d'une scierie en Lituanie, avant de devenir rabbin.
Il a trois sœurs et deux frères.

### Jeunesse à Paris
Arrivé à Paris, en 1925, à l'âge de 7 ans, avec sa famille, sa langue maternelle est le yiddish. Il en apprécie la richesse, qui inclut sa littérature et son humour.
À Paris, son père, Shlomo Zalman Bulawko, est un rabbin orthodoxe non consistorial français qui habite rue Le Regrattier, sur l'île Saint-Louis, dans le 4e arrondissement de Paris. Auteur de Haschorass Hanefesh (L'Éternité de l'âme humaine), publié en 1936,, il meurt cette année-là. Henry Bulawko a alors 18 ans. Il sera toujours discret sur son père, ne deviendra pas rabbin- bien qu'il étudie 2 ans au Séminaire israélite de France avant qu'on lui demande de quitter, mais comme lui publiera et sera un membre actif du Hachomer Hatzaïr, mouvement se revendiquant juif, sioniste, mais laïque. Lucien Lazare (1987) a écrit : « Une volonté d'agir au service de la population juive poussa l'un des animateurs de ces réunions [informelles de jeunes sionistes], Henri [sic] Bulawko, militant du Hashomer Hatzaïr, à s'adresser au grand rabbin de Paris, Julien Weill, qui l'orienta vers la rue Amelot. Il fut associé au travail social et chargé de grouper la jeunesse ».

### Vie Privée
Il a partagé une histoire personnelle avec Jane Orzechowski durant quelques années. 

### La Résistance
Henry Bulawko fait partie de la Résistance de novembre 1940 au 19 novembre 1942. Il a 22 ans lorsqu'il entre dans la Résistance. À part une de ses sœurs, Freda, la famille survit à la guerre.
Il s'investit dans le Comité de la rue Amelot fondé par Léo Glaeser et animé par David Rapoport qui vient en aide aux Juifs dans l'indigence. Selon Lucien Lazare : « Une commission animée par Bulawko assurait la fabrication de faux titres d'identité et d'alimentation. ».Après la rafle du Vélodrome d'Hiver (16-17 juillet 1942), les membres du Comité Amelot s'activent à placer des enfants en zone sud grâce à l'aide des non-juifs.
Henry Bulawko est arrêté le 18 novembre 1942, au métro Père Lachaise (métro de Paris) sous le prétexte qu'il aurait camouflé son étoile avec un livre et une gabardine portée sous le bras. Il écrit à ce sujet : « Il faut que la rafle dont il est chargé soit rentable. Je suis son seul “client” de la journée et il n'a pas l'intention de le lâcher ». Il est interné à Beaune-la-Rolande puis au camp de Drancy jusqu'au 18 juillet 1943.

### Auschwitz
Il est déporté à Auschwitz par le convoi 57, au départ de la gare de Bobigny le 18 juillet 1943.
Serge Klarsfeld (1978) cite Bulawko : « Deux nuits et trois jours dans des wagons plombés. Nous sommes entassés à soixante là où trente personnes tiendraient difficilement… Le train s'est arrêté. La porte s'ouvre brusquement et la réponse vient à toutes les questions, une réponse inattendue, inimaginable, inhumaine. Brutalement la porte est écartée, et ce sont des instants de cauchemar. Des personnes étranges, aux vêtements rayés, se ruent sur le train, tels des gnômes affreux échappés des enfers. Derrière eux, des SS, mitraillettes pointées sur nous et des cris — Los ! raus ! alles raus ! los ! (Vite ! dehors ! tous dehors ! vite !) ».
Il fait partie des quatre-vingts Juifs qui ne sont pas assassinés ce jour-là, puis il est envoyé pour le travail forcé à Jaworzno. Avec l'approche de l'Armée rouge, en janvier 1945, il doit joindre de force la « marche de la mort » vers l'Allemagne, mais il réussit à s'échapper à Blechhammer. Il a à peine 26 ans. Il se réfugie dans les forêts jusqu'à l'arrivée des troupes soviétiques. Après un détour par Odessa, il arrive à Marseille le 10 mai 1945.Il retourne à Paris ou il retrouve sa famille qui a survécu cachée hormis une sœur.

### Au nom des victimes
Henry Bulawko préside l'association Amicale des déportés d'Auschwitz et des camps de Haute-Silésie et l'Association des anciens déportés juifs de France, internés et familles de disparus,.
Il participe au procès de Klaus Barbie qui se tient du 11 mai au 4 juillet 1987, comme témoin cité par l'accusation,,.
Il soutient le projet du timbre français sur la rafle du Vel' d'Hiv.
Il proteste contre la présence temporaire du cirque Zavatta à Drancy, le 20 novembre 2003.
À l'occasion de l'inauguration du nouveau Mémorial du martyr juif inconnu, le 25 janvier 2005, Henry Bulawko déclare : « Je vis pour témoigner ».
Il utilise la présence, la parole, l'écrit, et autres moyens de communication pour témoigner,. Il donne des conférences, des entrevues,, il participe à des colloques,.

### L'action communautaire
En tant que président du Hachomer Hatzaïr, Henry Bulawko participe le 22 mai 1949 à la première journée nationale du Mouvement contre le racisme et pour l'amitié entre les peuples (MRAP), au Cirque d'hiver, à Paris.
En 1954, Henry Bulawko est un des fondateurs du Cercle Bernard Lazare, et il donna de nombreux articles aux Cahiers Bernard Lazare, la revue de ce cercle.
Henry Bulawko est vice-président honoraire du Conseil représentatif des institutions juives de France (CRIF). En France, selon lui, les juifs ont acquis de longue date une citoyenneté à part entière.
Sur Daniel Mayer, Bulawko déclare : « J'ai connu Daniel Mayer avant qu'il ne connaisse mon existence ».

### «Je vous remercie, cher Henry Bulawko»(Jacques Chirac)
Dans son discours à Auschwitz-Birkenau, en Pologne, le jeudi 27 janvier 2005, le président de la République française, Jacques Chirac, transmettant « l'admiration et la gratitude de la France » pour leur œuvre du souvenir, déclare : « Je vous remercie en particulier, chère Simone Veil, je vous remercie, cher Henry Bulawko ».

### Mort
Henry Bulawko meurt à Paris le 27 novembre 2011, à l'âge de 93 ans,,,,,,,,,,,,,,,,. Une cérémonie en hommage à Henry Bulawko a lieu à la Fondation Rothschild, à Paris, le 2 décembre 2011, en présence de Catherine Vieu-Charier, conseillère de Paris (12e arrondissement de Paris), et de Lyne Cohen-Solal, conseillère de Paris (5e arrondissement de Paris), représentant la ville de Paris. Il est enterré le même jour au Cimetière parisien de Bagneux (Hauts-de-Seine).

## Publications
- Henry (E.) Bulawko, Hehaloutz, 1948.
- Crimes sans châtiment, éd. Amicale des Anciens Déportés juifs de France (A.A.D.J.F.), 1962.
- Quand Israël rit. Dessins de Shemuel Katz, éd. Presses du Temps Présent, Paris, 1963.
- Le Messager de l'espérance, récit, Éditions du Service Technique pour l'Éducation, Paris, 1964.
- Le procès d'Auschwitz n'a pas eu lieu, éd. Presses du Temps Présent, Paris, 1965.
- Le Défi sioniste, éd. Presses du Temps Présent, Paris, 1968.
- Mise au point : Les communistes et la question juive, éd. Centre de documentation Israël et le Moyen-Orient, coll. « Analyses et documents », Paris, 1971.
- Les Jeux de la mort et de l'espoir : Auschwitz-Jaworzno, Auschwitz 50 ans après, préface de Vladimir Jankélévitch, éditions Recherches, 1980,  (ISBN 2862220132),  (ISBN 9782862220130).
- La Colline de la paix, récit, Les Éditions polyglottes, Paris, 1982.
- 40e Anniversaire du soulèvement du ghetto de Varsovie, 1943-1983, éd. Section française du Congrès juif mondial, Paris, 1983.
- Les Juifs face au nazisme, éd. CRIF, Paris, 1985.
- Anthologie de l'humour juif et israélien, illustrations de Shemuel Katz, éd. Bibliophane, 1988,  (ISBN 978-2-86970-007-9).
- Le Sionisme, éd. Grancher, 1991,  (ISBN 9782733903384).
- Ils ont choisi leur mort, éd. Le Patriote résistant, Paris, 1993.
- Monsieur Cholem Aleichem, Gil Wern Éditions, Paris, 1995, 1996,  (ISBN 2842240049),  (ISBN 9782842240042).
- (Avec Dany Choukroun) Auschwitz, Allers-Retours, 2005,  (ISBN 2747594491),  (ISBN 9782747594493).
- Henry Bulawko et al., Les Derniers Jours de la déportation, Éditions du Félin, Paris, 2005,  (ISBN 2866455924).
- (Avec Shelomo Selinger) Les Camps de la mort - Dessins d'un rescapé - Mémoire d'outre-vie, « Ma rencontre avec Shelomo », éd. Somogy Éditions d'Art, 2005,  (ISBN 2-85056-861-9).

### Préfaces de Henry Bulawko
- Moshé Zalcman, Joseph Epstein, Colonel Gilles. De Zamosc en Pologne au Mont Valérien, 1911-1944, éd. La Digitale, Baye (Finistère), 1984,  (ISBN 2-903383-11-1).
- Maurice Schiff, Histoire d'un bambin juif sous l'occupation nazie, éd. L'Harmattan, Paris, 1993,  (ISBN 2738419631).
- F. R. Reiter, Notre combat, 1999,  (ISBN 2841091589).
- Odile Suganas, Mosaïque ou Reconstitution d'une mémoire, éditions Graphein, 2000,  (ISBN 978-2-910764-27-2).
- Gérard Huber, Guérir de l'antisémitisme. Pour sortir de la condition post-nazie, avant-propos du père Jean Dujardin, éd. Le Serpent à Plumes, 2005
- Moniek Baumzecer, J'avais promis à ma mère de revenir, coéd. Le Manuscrit / Fondation pour la Mémoire de la Shoah, 2006,  (ISBN 9782748180282).
- Daniel Kluger (avec Victor Sullaper), Vigtor le Rebelle. La résistance d'un Juif en France, récit biographique, éd. L'Harmattan, 2006,  (ISBN 2-7475-9409-2)
- Danièle Weiller Médioni, Revivim. Regards sur un kibboutz du Néguev, 2006.
- Francine Wajsbrot, N° matricule : 46700. Esther Rawinski, rescapée de l'enfer . Birkenau - Auschwitz - Bergen-Belsen - Raghun - Theresienstadt, éd. Damyr, 2006.

### Introduction de Henry Bulawko
- Images de la mémoire juive : immigration et intégration en France depuis 1880, éd. Liana Levi, Paris, 2009,  (ISBN 978-2-86746-524-6)

### Postfaces de Henry Bulawko
- David Diamant, Le Billet vert : la vie et la résistance à Pithiviers et Beaune-la-Rolande, camps pour juifs, camps pour chrétiens, camps pour patriotes, éd. Renouveau, Paris, 1977.
- Charles Papiernik, Une école du bâtiment à Auschwitz (le 43.422 raconte). Dessins de Shelomo Selinger, préface d'Emile Papiernik, Paris, 1993.
- Léon Grynberg, Mémoires de Léon Grynberg, rescapé d'Auschwitz, 1903-1979, éd. Centre de recherche et de documentation sur les camps d'internement et la déportation juive dans le Loiret, 1998,  (ISBN 2-9507561-3-1).
- Raphaël Lévy, 2251, éd. Somogy Éditions d'Art, 2005.

### Traductions duyiddishpar Henry Bulawko
- Ritvas Grigori, Grégoire, traduit par Henry Bulavko, avec l'aide de Irène Kanfer, Édition spéciale, 1972, 2002.

## Distinctions
- Commandeur de la Légion d'honneur depuis le 23 février 1999[70],
- Grand officier de la Légion d'honneur le 19 avril 2005.